# Олаф Маршал
Олаф Маршал (на немски: Olaf Marschall, роден на 19 март 1966 в Торгау) е бивш германски футболист. Той се е отличавал със забележителна игра с глава.

## Клубна кариера
Маршал започва футболната си кариера в Хеми Торгау. През 1978 г. той преминава Локомотиве Лайпцих и дебютира в първа дивизия на ГДР през 1983/84, а през 1987 г. играе за турнира на КНК, където достига до финала. През 1987 г. централният нападател печели и Купата на ГДР.
От 1990 г. Маршал играе в австрийския Адмира Вакер, преди да се завърне в Германия в състава на Динамо Дрезден. Още в първия си мач за жълтите от Саксония той среща бившия си тим от Лайпцих, като сам отбелязва три гола за крайното 3:3. През дебютния си сезон в Първа Бундеслига Маршал бележи 11 гола от 32 мача.
Година по-късно футболистът преминава във вицешампиона Кайзерслаутерн, където печели Купата на Германия през 1996 г., но през същата година също и изпада от германския елит. След бързото завръщане от Втора Бундеслига, лаутерите сензационно стават шампиони под ръководството на Ото Рехагел, а Маршал играе ключова роля с неговите 21 гола в 24 срещи. Това забележително постижение прави Олаф Маршал втори най-добър голмайстор в германската първа лига след Улф Кирстен, който бележи един гол повече. През сезона 1998/99 Маршал вкарва гола на сезона в Германия и отново е основен нападател на „червените дяволи“. Постепенно обаче той губи титулярното си място в отбора и в края на сезона 2001/02 Кайзерслаутерн обявява, че няма да продължи договора на играча.
В края на кариерата си Маршал играе половин година за Ал-Итихад в Катар.

## Статистика
| Първенство            | Срещи (Голове) |
| --------------------- | -------------- |
| Първа Бундеслига      | 176 (60)       |
| Втора Бундеслига      | 016 (10)       |
| ГДР-Оберлига          | 135 (43)       |
| Австрийска Бундеслига | 097 (40)       |
| Състезание            |                |
| Европейски турнири    | 048 (10)       |

## Кариера в националния отбор
От 1984 до 1989 г. Маршал играе за представителния отбор на бившата ГДР, а след обединението на Германия – в бундестима при Берти Фогтс (1994 – 1999). В 13 срещи централният нападател бележи 3 гола, а през 1998 г. участва на Световното първенство по футбол във Франция.

## Треньорска и мениджърска кариера
След края на футболната си кариера Маршал е помощник-изпълнителен директор на Кайзерслаутерн и директор по спортно-техническата част в клуба. Тези функции той изпълнява до 2007 г., когато се оттегля от поста си. След оставката на Курт Яра от треньорския пост на Фриц-Валтер-Щадион, Маршал е помощник-треньор на първия отбор и наставник на дублиращата формация на „червените“ през 2005 г. През сезона 2006/07 той е помощник на Райнер Холман в дубайския клуб Ал-Наср.
В края на юли 2007 г. Олаф Маршал получава треньорска диплома с лиценз ПРО на УЕФА от треньорската школа в Кьолн.

## Лични бележки
Олаф Маршал е женен и има две деца.